# Johann Georg Christian Hess
Johann Georg Christian Hess (* 27. Februar 1756 in Zweibrücken; † 26. Januar 1816 in Frankfurt am Main) war ein deutscher Architekt des Klassizismus.

## Leben und Werk

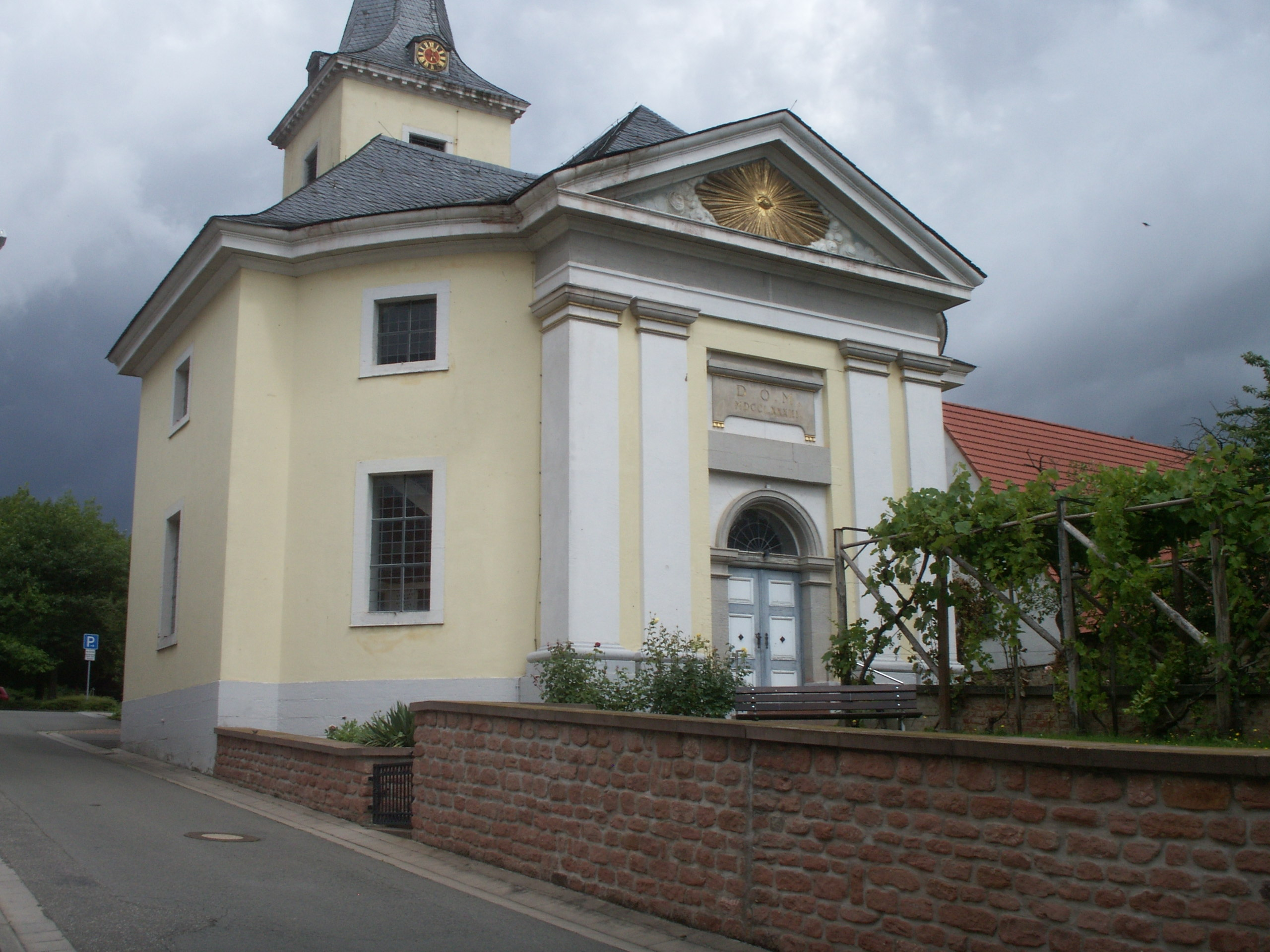
Protestantische Kirche Kerzenheim

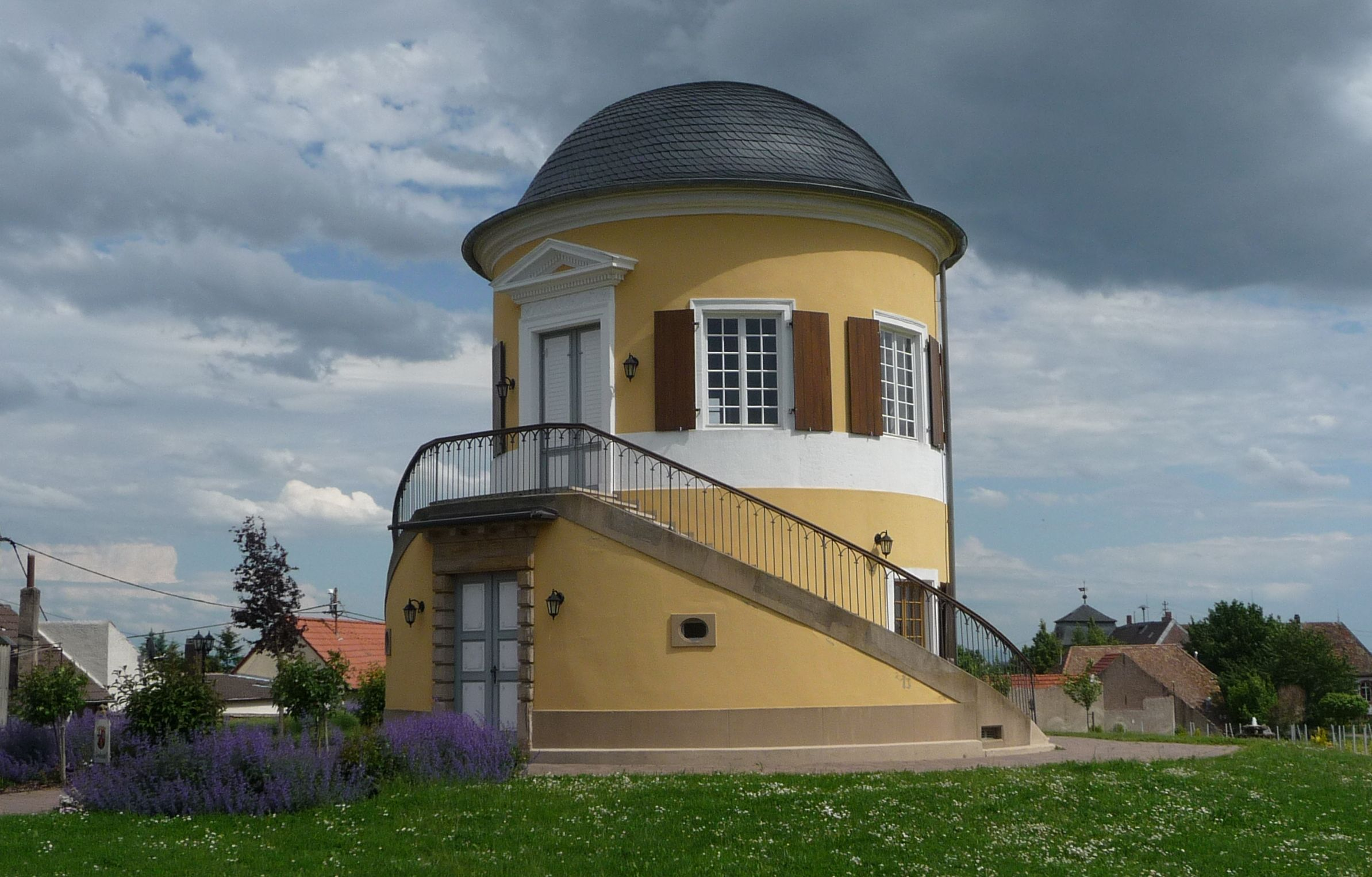
Bellevue im Schlossgarten Kleinniedesheim

Hess war Sohn des Zweibrückener Hofbüchsenmeisters Johann Daniel Hess und seiner Frau Maria Frederica Susanna Hess. Er absolvierte eine Maurerlehre und studierte anschließend von 1774 bis 1776 an der Académie Royale de l’Architecture in Paris. 1778 wurde er Bauamtsakzessist beim Herzog von Zweibrücken. 1780 kam er als Bauinspektor nach Kirchheim an der Weinstraße und wurde 1784 Baudirektor des Fürsten von Salm-Kyrburg. Aus dieser Zeit stammt seine Bauplanung einer protestantischen Zentralbaukirche in Kerzenheim/Pfalz von 1783 sowie das Bellevue im ehemaligen Schlossgarten zu Kleinniedesheim/Pfalz.
1785 wurde er zum Stadtbaumeister von Frankfurt am Main berufen, konnte die Stelle aber erst 1787 als Nachfolger von Johann Andreas Liebhardt antreten. Er überarbeitete unter anderem Liebhardts Entwurf für den Neubau der Frankfurter Paulskirche. Hier kam bei der Planung der Gedanke der französischen Revolutionsarchitektur (vgl. Pantheon) zum Ausdruck. Auch entwarf er das – später sogenannte – und im Zweiten Weltkrieg zerstörte Schopenhauerhaus in Frankfurt und verfasste 1809 eine Bausatzung für die Stadt Frankfurt im Auftrag des Großherzogs Carl Theodor von Dalberg, die im Prinzip bis 1880 gültig blieb. Darin wurde der Klassizismus als Baustil verbindlich vorgeschrieben und die Bebauung der außerhalb der 1804 bis 1808 geschleiften Stadtmauern entstehenden neuen Stadtviertel geplant. Hess war geprägt vom Geist der Aufklärung und setzte sich radikal für die Architektur des Klassizismus ein. Die Erhaltung mittelalterlicher Bauten Frankfurts lehnte er ab, weil diese seinen hygienischen und ästhetischen Vorstellungen nicht entsprachen. Mit seinen Vorgaben beeinflusste er die architektonische Entwicklung Frankfurts nachhaltig, wenn er auch nicht alle seine Vorstellungen verwirklichen konnte. So unterblieb beispielsweise der 1805 geplante Abriss der Alten Nikolaikirche zugunsten einer modernen Messehalle aus Geldmangel. Der Eschenheimer Turm sollte 1806 ebenfalls abgerissen werden: Nur der Einspruch des französischen Gesandten, des Comte d'Hédouville, rettete den mittelalterlichen Stadtturm.
Georg Hess war der Vater von Johann Friedrich Christian Hess, der ihm seit 1810 assistierte und 1816 sein Nachfolger als Stadtbaumeister wurde. Beide waren Mitglieder der Frankfurter Freimaurerloge Zur Einigkeit. Von Johann Georg Christian Hess sind weder Bildnisse noch schriftliche Aufzeichnungen überliefert.